# O.K (B1A4의 노래)

## 소개
"O.K"는 대한민국의 음악 그룹 B1A4의 노래이다. 첫 미니앨범 Let's Fly의 타이틀곡으로, 2011년 4월 21일에 발매됐다. 2012년 10월 24일 일본어로 번안되어 1에 수록되기도 했다. "O.K"는 곡이 발매됐던 시기 전세계적으로 유행했던 락 기반의 강렬한 일렉트로닉 곡으로써, B1A4의 시원하고 폭발적인 보컬은 그들이 얼마나 준비된 아이돌 인지를 알려준다. 너 하나면 O.K라는 당당한 가사와 중독성 있는 멜로디가 산들의 신인답지 않는 파워풀한 보컬과 완벽한 조화를 이루었다.